# 泰卦

泰卦

泰卦，簡稱泰，為六十四卦之中的第十一卦。上卦為坤卦，代表地，就是☷；下卦為乾卦，代表天，就是☰。所以，泰卦就畫成䷊。為方便記住卦象，有個名叫地天泰。

## 卦辭
小往大來，吉亨。
彖曰：泰，小往大來，吉亨。則是天地交，而萬物通也﹔上下交，而其志同也。內陽而外陰，內健而外順，內君子而外小人，君子道長，小人道消也。
象曰：天地交泰，後以財（裁）成天地之道，輔相天地之宜，以左右民。

## 爻辭
初九：拔茅茹，以其彚，征吉。
九二：包荒，用馮河，不遐遺，朋亡，得尚於中行。
九三：無平不陂，無往不復，艱貞無咎。 勿恤其孚，於食有福。
六四：翩翩不富，以其鄰，不戒以孚。
六五：帝乙歸妹，以祉元吉。
上六：城復於隍，勿用師。 自邑告命，貞吝。